# Daniel Peter Wallman
Daniel Peter Wallman, född 12 november 1756 i Skänninge, död 22 juni 1830 i Fornåsa socken, var en svensk präst.

## Biografi
Daniel Peter Wallman föddes 1756 i Skänninge. Han var son till kyrkoherden Daniel Wallman och Margareta Storck. Wallman studerade i Linköping och blev höstterminen 1777 student vid Lunds universitet. Han prästvigdes 22 september 1782 och blev 1783 huspredikant på Karlshov i Älvestads socken. Wallman blev 1783 adjunkt i Lönsås församling och 30 december 1789 komminister i församlingen med tillträde 1791. Han avlade pastoralexamen 8 december 1808 och blev 6 september 1809 kyrkoherde i Fornåsa församling. Han avled 1830 i Fornåsa socken.

### Familj
Wallman gifte sig 6 april 1790 med Anna Christina Grewell (1768–1831). Hon var dotter till kornetten Lars Grewell och Ulrica Salander. De fick tillsammans barnen Margareta Christina (1791–1857) och Daniel Johan (1793–1829).